# Метелица, Зинаида Игнатьевна
Зинаида Игнатьевна Метелица — советский хозяйственный, государственный и политический деятель.

## Биография
Родилась в 1932 году. Член КПСС.
Окончила училище имени Мухиной.
В 1951—1996 — литейщица фарфоровых изделий, мастер смены, начальник смены, начальник цеха, заместитель директора, директор Ломоносовского фарфорового завода имени М. В. Ломоносова.
За создание и внедрение технологии и организацию первого в СССР промышленного производства тонкостенных изделий из костяного фарфора была в составе коллектива удостоена Государственной премии СССР в области техники 1980 года.
Делегат XXV съезда КПСС.
Умерла в 1998 году в Ломоносове.

## Награды
- Орден Трудового Красного Знамени
- Орден Знак Почёта
- Орден Дружбы (11 ноября 1994) — за большие заслуги перед народом, связанные с развитием российской государственности, достижениями в труде, науке, культуре, искусстве, укреплением дружбы и сотрудничества между народами